# Vektortér

Vektorok összeadása és skalárral szorzása: Egy v vektort (kékkel) hozzáadunk a w vektorhoz (pirossal, alul). Fent a w vektort 2-szeresére nyújtjuk, az eredmény a v + 2·w összeg

A vektortér, más néven lineáris tér a lineáris algebra egyik legalapvetőbb fogalma, amelyhez a geometriában (is) használt vektor fogalmának általánosítása vezet. A vektorokkal végezhető műveletek legelemibb tulajdonságait axiomatikusan definiálja, ezáltal egy algebrai struktúra-típus keletkezik. A lineáris tér a mi szokásos síkunk és terünk általánosítása többdimenziós terekre. Jelentősége nem csupán elméleti, a fizikában, informatikában, a komputergrafikában, számos más elméleti és alkalmazott tudományágban; nemkülönben a matematika számos területén fontos szerepet játszik.

## Formális definíció
Legyen F egy test. Egy V nemüres halmazt vektortérnek nevezünk az F test felett, ha
- V halmazon értelmezve van egy összeadás nevű művelet, V × V → V függvény, ∀ u, v ∈ V elempárhoz hozzárendel egy és csak egy V-beli elemet (u+v), valamint
- F és V között értelmezve van egy skalárral való szorzás nevű művelet, F × V → V függvény, ∀ λ ∈ F és v ∈ V elempárhoz egyértelműen hozzárendel egy V-beli elemet (λv),

úgy, hogy az alábbi azonosságok, úgynevezett vektortér-axiómák teljesülnek:
1. V az összeadásra nézve kommutatív csoportot, Abel-csoportot alkot, azaz az összeadás:
  - asszociatív: ∀ u, v, w ∈ V: u + (v + w) = (u + v) + w.
  - kommutatív: ∀ u, v ∈ V: u + v = v + u.
  - létezik neutrális elem: 0 ∈ V, V nullvektora: v + 0 = v, ∀ v ∈ V.
  - invertálható: ∀ v ∈ V: ∃ olyan -v ∈ V additív inverz: v + (-v) = 0.
2. Skalárral való szorzás disztributivitási szabályai:
  - ∀ λ ∈ F és u, v ∈ V: λ(u + v) = λu + λv. (disztributivitási szabály)
  - ∀ λ, μ ∈ F és v ∈ V: (λ + μ)v = λv + μv.(disztributivitási szabály)
  - ∀ λ, μ ∈ F és v ∈ V: λ(μv) = (λμ)v. (asszociativitási szabály)
  - ∀ v ∈ V: 1v = v, ahol 1 az F test egységeleme.

Formálisan tehát úgy definiálhatjuk a vektortereket, figyelembe véve, hogy {\displaystyle \mathbf {F} =\langle F,+,-,0,\cdot ,1\rangle } egy test,

az F feletti vektortér egy algebrai struktúra, a következő formában
{\displaystyle \mathbf {V} =\langle V,\oplus ,-\!\!-,\mathbf {0} ,F,+,-,0,\cdot ,1,\star \rangle }
úgy, hogy
{\displaystyle \langle V,\oplus ,-\!\!-,\mathbf {0} \rangle } Abel-csoport,
{\displaystyle \star :F\times V\mapsto V} skalárral való szorzás, melyre teljesülnek a fent említett disztributivitási szabályok.
Ekkor a V vektortér struktúráját a következőképpen is jelölhetjük
{\displaystyle \langle V,\oplus ,-\!\!-,\mathbf {0} ,\mathbf {F} ,\star \rangle }
V elemeit vektoroknak, F elemeit skalároknak nevezzük. 

Megkülönböztetünk úgynevezett speciális vektortereket is, amelyeken még egyfajta szorzás is értelmezett.

Ilyenek például a skaláris szorzattal ellátott euklideszi terek.

## Elemi tulajdonságok

### VAbel-csoport
- nullvektor és az additív inverz unicitása,
- bármely u,v,w,t ∈ V: az u+x = v, és y+w = t egyenletek egyértelműen megoldhatók V-ben x és y-ra,
- összeadás asszociativitása és kommutativitása miatt többtagú összegek esetén a zárójelezés és a tagok sorrendje is tetszőlegesen megváltoztatható.

### További következmények
- bármely λ ∈ F: λ0 = 0,
- bármely v ∈ V: 0v = 0, ahol 0 az F test nulleleme,
- bármely v ∈ V: (-1)v = -v, ahol -1 az F test egységelemének additív inverze,
- ha λv = 0, akkor λ = 0 vagy v = 0.
- (-λ)v = -(λv) = λ(-v)

## Példák

Példa függvények összeadására: a szinuszfüggvény és az exponenciális függvény összege,

A lineáris tér egy nagyon általános fogalom, rengeteg példa van rá a matematikában. Nagyon sok olyan matematikai fejezetben is megjelenik, amit szerteágazóan alkalmaznak a fizika számos területén, például a funkcionálanalízis vagy éppen a differenciálgeometria, hogy csak néhányat említsünk.
- a közönséges síkbeli és térbeli, origóból kiinduló vektorok a valós test felett a szokásos vektorösszeadásra és skalárral való szorzásra nézve,
- a valós szám n-esek {\displaystyle \mathbb {R} } felett, a komplex szám n-esek {\displaystyle \mathbb {C} } felett, és
- általában F n, F felett (F tetszőleges test), a szokásos módon értelmezett, komponensenként végzett műveletekre; ezeket a vektorokat általában oszlopvektorként ábrázolják,
- F n × k, F felett, azaz az n×k-as mátrixok F test felett, a mátrixok szokásos, komponensenkénti összeadására és skalárral való szorzására nézve.
- F [x], azaz az F feletti polinomok, F felett, a polinomok összeadására és skalárral való szorzására nézve,
- a legfeljebb n-edfokú polinomok F felett,
- valós számsorozatok a valós test felett a szokásos műveletekre,
- az {\displaystyle \left[a,b\right]} intervallumon folytonos {\displaystyle \mathbb {R} }-be képező függvények a valós test felett, a szokásos pontonkénti összeadásra, és skalárral való szorzásra nézve,
- az {\displaystyle \left[a,b\right]} intervallumon Riemann-integrálható {\displaystyle \mathbb {R} }-be képező függvények a valós számok teste felett, a szokásos pontonkénti összeadásra, valamint a skalárral való szorzásra nézve,
- a komplex számok a valós test felett, a komplex számok körében értelmezett műveletekre,
- a komplex számok a komplex számok teste felett,
- a valós számok a valós számok teste felett,
- a komplex számok a valós számok felett,
- a valós számok a racionális számok felett,
- általában, testbővítés esetén a bővebb test a szűkebb felett,
- a valószínűségi változók a szokásos összeadásra és skalárral való szorzásra nézve,
- az euklideszi sík, illetve tér eltolásai, hiszen az eltolások egymás utáni végzése megfelel a vektorok összeadásának, és a skalárszoros eltolás megfelel az eltolásvektor skalárszorosának. A nullelem az identitás, aminek megfelelője a nullvektor.

## Lineáris altér

Az R^{3} vektortér néhány altere: két, az origón átmenő sík (sárga és zöld) és metszésvonaluk, egy origón átmenő egyenes (kékkel)

Egy F test feletti V vektortér egy nemüres W ⊆ V részhalmazát altérnek nevezzük V-ben, ha W maga is vektortér ugyanazon F test felett ugyanazokra a V-beli vektorműveletekre, precízebben ezeknek a műveleteknek W-re történő megszorításaira nézve. Jelölése W ≤ V. Mivel W vektortér, azért tartalmazza a nullvektort.
Minden vektortér tartalmazza önmagát és a csak nullvektorból álló vektorteret. Minden altér előáll a másik vektortér képeként úgy, hogy egy lineáris leképezés leképez egy másik vektorteret a tartalmazó vektortérbe; és magtérként is úgy, hogy egy lineáris leképezés leképezi a tartalmazó vektorteret egy másik vektortérbe. Ekvivalenciaosztályok képzésével egy vektortérből és alteréből hányadostér, más néven vektortér állítható elő; ami összefügg az altérnek azzal a tulajdonságával, hogy előáll képként, lásd homomorfizmustétel.

## Lineáris leképezések
A lineáris leképezések egy vektorteret egy másikba képeznek a struktúra megtartásával. Az univerzális algebra szerint homomorfizmusok a vektorterek között. Egy ugyanazon {\displaystyle K} test fölött definiált {\displaystyle U} vektorteret {\displaystyle V} vektortérbe vivő {\displaystyle f\colon U\to V} függvény lineáris leképezés, ha minden {\displaystyle a,b\in U} és minden {\displaystyle \lambda \in K} esetén:
- {\displaystyle f(a+b)=f(a)+f(b)}
- {\displaystyle f(\lambda a)=\lambda f(a)}

Ekkor {\displaystyle f} kompatibilis a struktúrákkal, amelyek a vektorteret felépítik: az összeadással és a skalárral szorzással. Két vektortér izomorf, ha van köztük bijektív lineáris leképezés, vagyis van inverz függvény. Ez az inverz függvény automatikusan lineáris.  Az izomorf vektorterek nem különböznek egymástól struktúrájukban.

## Lineáris kombináció
V vektortér v1, v2, …, vk tetszőleges vektorai és
λ1, λ2, …, λk ∈ F skalárok. 

Ekkor a {\displaystyle \lambda _{1}\mathbf {v} _{1}+\ldots +\lambda _{k}\mathbf {v} _{k}} ∈ V vektort a vi vektorok, λi skalárokkal képzett lineáris kombinációjának nevezzük.

## Lineáris függetlenség
Egy V vektortér véges sok vektoráról akkor mondjuk, hogy lineárisan függetlenek, ha lineáris kombinációjuk csak úgy lehet a nullvektor, ha mindegyik skalár szükségképpen 0.
Végtelen sok vektor lineáris függetlenségén azt értjük, hogy közülük bármely véges sok lineárisan független.
A v1,…,vn ∈ V vektorok lineárisan összefüggőek, ha lineárisan nem függetlenek, tehát
{\displaystyle \exists \ \lambda _{1},\ldots ,\lambda _{n}\in \mathbf {F} }
nem mind nulla skalár, azaz közülük legalább egy nem nulla, hogy
{\displaystyle \lambda _{1}\mathbf {v} _{1}+\ldots +\lambda _{n}\mathbf {v} _{n}=\mathbf {0} .}

## Lineáris burok
Néhány vektor lineáris burka az a vektorhalmaz, ami előáll a vektorok lineáris kombinációjaként. Ez egy altér, és a legkisebb vektortér, ami a vektorokat tartalmazza.

## Bázis

Egy v vektor az R^{2} térben (kékkel) különböző bázisokban kifejezve: az R^{2} standard bázisában: v = xe_{1} + ye_{2} (feketével), és egy másik, nem ortogonális bázisban: v = f_{1} + f_{2} (pirossal)

A bázis a lineáris algebrában egy olyan vektorhalmazt jelent, mely vektorainak lineáris kombinációi reprezentálják egy megadott vektortér valamennyi vektorát, valamint e vektorhalmaz semelyik eleme sem fejezhető ki a többi elem lineáris kombinációjával.

Tehát bázison lineárisan független generátorrendszert értünk.
Feltéve a kiválasztási axiómát, a Zorn-lemma biztosítja, hogy minden vektortérnek van bázisa. A Zermelo-Frankel axiómarendszerben ez az állítás ekvivalens a kiválasztási axiómával.
Ha egy vektort kifejezzük egy generátorrendszer elemeinek lineáris kombinációjaként, akkor a lineáris kombinációban szereplő skalárok a vektor koordinátái az adott bázisban. Egy generátorrendszerben a vektortér minden vektora kifejezhető koordinátákkal; azonban, ha a generátorrendszer nem lineárisan független, akkor ez nem egyértelmű; viszont egy bázisban a koordináták már egyértelműek. Ez megkönnyíti a számításokat, mivel a vektorok helyett koordinátavektorok használhatók.

## Dimenzió
Ha adott egy V vektortér, akkor minden bázisának elemszáma, számossága ugyanaz. Ez a számosság a V vektortér dimenziója. 
Ha a vektortérnek nincs véges generátorrendszere, akkor dimenziója végtelen.
A 0 tér dimenziója: 0.
Két, azonos test fölötti vektortér akkor és csak akkor izomorf, ha dimenziójuk megegyezik. Ez lehetővé teszi, hogy a vektorterek bázisainak elemei megfeleljenek egymásnak, ami kiterjeszthető lineáris leképezéssé; így a véges vektorterek közötti lineáris leképezések mátrixszal ábrázolhatók.

## Vektorterek izomorfizmusa

### Definíció
Két vektortér, V1 és V2 izomorf egymással, ha létezik egy kölcsönösen egyértelmű, injektív lineáris (homogén) leképezés V1-ből V2-re.
Azaz
{\displaystyle V_{1}\cong V_{2}\ \Leftrightarrow \ \varphi :V_{1}\rightarrow V_{2}\ } lineáris leképezés bijektív.
A vektorterek halmazán az izomorfia meghatároz egy osztályozást. Ez az osztályozás a halmazt diszjunkt részhalmazok uniójára bontja fel.
Két vektortér akkor és csak akkor kerül ugyanabba az osztályba, ha izomorf.

E reláció reflexív, szimmetrikus és tranzitív, vagyis az izomorfia ekvivalenciareláció.

### Magtér, képtér
Ha {\displaystyle \varphi :V\rightarrow W} tetszőleges lineáris leképezés, akkor a magtér és a képtér
{\displaystyle \mathrm {Ker} \,\varphi =\{\,\mathbf {v} \in V\,|\,\varphi (\mathbf {v} )=0\,\}}
{\displaystyle \mathrm {Im} \,\varphi =\{\mathbf {w} \in W\,|\,\exists \ \mathbf {v} \in V:\ \varphi (\mathbf {v} )=\mathbf {w} \}}
Megjegyzés: a magtér a V, a képtér a W vektortér altere.

### Tulajdonságok
Véges dimenziós vektorterek tulajdonságai
- Egy {\displaystyle \varphi :V\rightarrow W} lineáris leképezés akkor és csak akkor izomorfizmus, ha

{\displaystyle \mathrm {Ker} \,\varphi =\mathbf {0} \ \wedge \ \mathrm {Im} \,\varphi =W}
- Ha V vektortér F felett, valamint

{\displaystyle \mathrm {dim} \,V=n,\ n\in \mathbb {N} ^{+}\Rightarrow V\cong \mathbf {F} ^{n}}
- Ugyanazon F test feletti véges dimenziós vektorterekre fennáll:

{\displaystyle V\cong W\Leftrightarrow \mathrm {dim} \,V=\mathrm {dim} \,W}

### Dimenziótétel
A dimenziótétel azt állítja, hogy tetszőleges lineáris leképezés képterében illetve magterében lévő bármely lineáris független generátorrendszer összelemszáma a kiindulási vektortér dimenziójával egyenlő. Formálisan
V1 és V2, két tetszőleges, véges dimenziós vektortér ugyanazon F test felett, továbbá {\displaystyle \varphi \ } tetszőleges lineáris leképezés V1-ből V2-be. Ekkor
{\displaystyle \mathrm {dim\,Ker} \,\varphi +\mathrm {dim\,Im} \,\varphi =\mathrm {dim} \,V_{1}}

## Műveletek vektorterekkel

### Homomorfizmus
Az algebrában egy struktúra egy másikra vett leképezése homomorfizmus, ha megtartja az adott struktúrán végezhető műveleteket. Például vektortér esetén ez azt jelenti, hogy a leképezés megőrzi az összeadást és a skalárral szorzást. Legyenek {\displaystyle U}, {\displaystyle V} vektorterek az {\displaystyle F} test fölött; ekkor {\displaystyle f\colon U\to V} homomorfizmus, ha minden {\displaystyle a,b\in U} és minden {\displaystyle \lambda \in F} esetén:
- {\displaystyle f(a+b)=f(a)+f(b)}
- {\displaystyle f(\lambda a)=\lambda f(a)}

ami éppen a lineáris leképezés definíciója.

### Faktortér
V egy tetszőleges vektortér F felett, és U egy tetszőleges altere V-nek. A 

{\displaystyle [\mathbf {v} ]=\mathbf {v} +U=\{\mathbf {v} +\mathbf {u} \,|\,\mathbf {u} \in \,U\}}
halmazok, ahol v befutja az egész vektorteret, diszjunkt részhalmazok uniójára bontják V-t, ugyanis ha

{\displaystyle \mathbf {v} _{1}-\mathbf {v} _{2}\notin U} akkor {\displaystyle [\mathbf {v} _{1}]} és {\displaystyle [\mathbf {v} _{2}]} diszjunkt, ha {\displaystyle \mathbf {v} _{1}-\mathbf {v} _{2}\in U} akkor {\displaystyle [\mathbf {v} _{1}]=[\mathbf {v} _{2}].}

Definiálunk két műveletet e halmazok körében

{\displaystyle [\mathbf {v} _{1}]+[\mathbf {v} _{2}]=[\mathbf {v} _{1}+\mathbf {v} _{2}]}
{\displaystyle \alpha [\mathbf {v} _{1}]=[\alpha \mathbf {v} _{1}],\ \alpha \in \mathbf {F} }
Az ily módon definiált műveletek egyértelműek, mivel

{\displaystyle [\mathbf {v} ]=[\mathbf {v} ']\ \Leftrightarrow \ \mathbf {v} -\mathbf {v} '=(\mathbf {v} +\mathbf {w} )-(\mathbf {v} '+\mathbf {w} )\in U\ \Leftrightarrow \ [\mathbf {v} +\mathbf {w} ]=[\mathbf {v} '+\mathbf {w} ],}
{\displaystyle \alpha [\mathbf {v} ]=\alpha [\mathbf {v} ']\ \Leftrightarrow \ \alpha (\mathbf {v} -\mathbf {v} ')=\alpha \mathbf {v} -\alpha \mathbf {v} '\in U\ \Leftrightarrow \ [\alpha \mathbf {v} ]=[\alpha \mathbf {v} ']}
Így egy vektorteret kaptunk, melyet a V vektortér U altere szerinti faktorterének nevezünk, vagy röviden a {\displaystyle V/U\ } faktortér, szokás {\displaystyle V\ } hányadosterének is nevezni.

A faktortér elemei a {\displaystyle \ [\mathbf {v} ],\,\mathbf {v} \in V} vektorhalmazok, az additív egységelem a {\displaystyle \ [\mathbf {0} ]=U.}

### Direkt összeg
Ha {\displaystyle V,W} vektorterek ugyanazon test fölött, akkor direkt összegük az a vektortér, melynek elemei úgy képződnek, hogy az első komponens az első, a második komponens a második vektortér eleme:
{\displaystyle V\oplus W:=\left\{\left(v,w\right)\mid v\in V,w\in W\right\}}
A vektorokat komponensenként adjuk össze és a skalárral szorzást is komponensenként végezzük. A {\displaystyle V\oplus W} vektortér dimenziója a tagok dimenziójának összege. Az összeg elemeit {\displaystyle (v,w)} helyett írják úgy is, mint {\displaystyle v+w}. A direkt összeg általánosítható véges és végtelen tagra is; utóbbi esetén csak véges sok tag különbözhet a nullvektortértől.

### Direkt szorzat
Ha {\displaystyle V,W} vektorterek ugyanazon test fölött, akkor direkt szorzatuk az a vektortér, melynek elemei úgy képződnek, hogy az első komponens az első, a második komponens a második vektortér eleme:
{\displaystyle V\times W=\left\{\left(v,w\right)\mid v\in V,w\in W\right\}}.
A vektorokat komponensenként adjuk össze és a skalárral szorzást is komponensenként végezzük. A {\displaystyle V\times W} vektortér dimenziója a tagok dimenziójának összege. A direkt összeg általánosítható véges és végtelen tényezőre is; utóbbi esetben akár végtelen sok tényező is különbözhet a nullvektortértől.

### Tenzorszorzás

A tenzorszorzás univerzális tulajdonságát szemléltető kommutatív diagram

Ha {\displaystyle V,W} vektorterek ugyanazon test fölött, akkor tenzorszorzatukat
{\displaystyle V\otimes W}
jelöli. A tenzorszorzat elemeinek bilineáris ábrázolása:
{\displaystyle \sum _{i\in I}\sum _{j\in J}a_{ij}(v_{i}\otimes w_{j})},
ahol az {\displaystyle a_{ij}} elemek skalárok,  {\displaystyle (v_{i})_{i\in I}} bázis {\displaystyle V}-ben és {\displaystyle (w_{j})_{j\in J}} bázis {\displaystyle W}-ben. Ha {\displaystyle V} vagy {\displaystyle W} végtelen dimenziós, akkor csak véges sok tag különbözhet nullától. Ekkor {\displaystyle V\otimes W} dimenziója {\displaystyle V} és {\displaystyle W} dimenziójának szorzata. A tenzorszorzás is általánosítható több vektortérre.

## Vektorterek további struktúrával

néhány -normához tartozó egységgömb: az 1-es normához tartozó sárgával, a 2-es normához tartozó zölddel és a végtelen normához tartozó pirossal. A halványsága csúcsra állított négyzet azokat a pontokat jelöli, melyek 1-normája 2

A matematika több alkalmazásában, például a geometriában és az analízisben van, hogy nem elegendő a vektortér struktúra, hanem még további struktúrát is feltételezni kell; így biztosítva például normát vagy határérték létezését. Például:
- euklidészi vektorterek: skalárszorzattal ellátott valós vektortér. A prehilbertterek speciális esete.
- normált tér: egy olyan vektortér, amiben a vektoroknak hossza (normája) van. Ez egy nemnegatív szám, amire teljesül a háromszög-egyenlőtlenség.
- prehilberttér: skalárszorzattal ellátott valós vagy komplex vektortér. Egy ilyen térben a vektorok hossza mellett még a vektorok szöge is definiálható. A topologikus vektortér speciális esete.
- topologikus vektortér: topologikus tér fölötti vektortér, ahol a vektorok összeadása és a skalárral szorzás folytonos műveletek.
- unitér vektortér: többnyire komplex vektortér skalárszorzattal ellátva. A prehilberttér speciális esete.

Topologikus vektorterekben kezelhető a konvergencia, a teljesség és az egyenletes konvergencia. A teljes normált terek Banach-terek, a teljes prehilbertterek Hilbert-terek.

## Általánosítások
- Ha a teret test helyett gyűrű felett definiáljuk, akkor modulust kapunk. Egyes szerzők csak kommutatív gyűrűk fölött definiálnak modulusokat. A kommutatív gyűrűk fölötti modulusok az Abel-csoport és a vektortér közös általánosításai.
- Egyes szerzők a ferdetestek fölötti modulusokat is vektortérnek nevezik. Kommutativitás hiányában beszélhetünk bal- és jobbvektorterekről. Ez a helyzet összehasonlítható nem kommutatív gyűrűk fölötti modulusokkal. A cikkben megadott definíció ekkor a balvektorterekhez vezet, mivel a skalár a bal oldalon áll. A jobbvektorterek ennek tükörképi párjai, a skalár jobb oldalon jelenik meg. Több alapvető eredmény átvihető ferdetestek fölé, például bázis létezése.
- Ha test helyett féltestet veszünk, akkor félvektorteret kapunk.
- Egy másik általánosítás a vektornyaláb, ami vektorterek egy topologikus tér pontjaival paraméterezett családja.

## Történeti megjegyzés
Bartel Leendert van der Waerden megjegyzi, hogy tudomása szerint az n-dimenziós vektortér fogalmát először Hermann Günther Graßmann használta 1844-ben megjelent Die lineale Ausdehnungslehre című könyvében. Implicit már korábban is használták a fogalmat.

## Fordítás
Ez a szócikk részben vagy egészben  a   Vektorraum című német Wikipédia-szócikk fordításán alapul.  Az eredeti cikk szerkesztőit annak laptörténete sorolja fel. Ez a jelzés csupán a megfogalmazás eredetét és a szerzői jogokat jelzi, nem szolgál a cikkben szereplő információk forrásmegjelöléseként.